# Carduus tenuiflorus
Carduus tenuiflorus és una espècie de card originària d'Europa (Bèlgica, França, incloent-hi a Còrsega, Irlanda, Itàlia, incloent-hi Sardenya i Sicília, els Països Baixos, Portugal, Espanya, incloent-hi les Illes Balears, i el Regne Unit) i nord d'Àfrica (nord d'Algèria, Marroc i Tunísia). És ben conegut en altres continents, on és una espècie introduïda i considerada sovint com a mala herba.
C. tenuiflorus pot superar els dos metres d'altura. La tija és llarga i té punxes amb ales i llargues espines que poden fer diversos centímetres de longitud. Les fulles són d'un color verd oliva opac, lobulades i arrugades i poden doblegar-se i recargolar-se sobre elles mateixes.
S'ha naturalitzat a Macaronèsia, Sud-àfrica, l'Índia, Austràlia, el sud d'Amèrica del Sud, algunes regions dels Estats Units i altres països. Es tracta d'una espècie invasora a Califòrnia.